# چارلز کی. فرنچ
چارلز کی. فرنچ (انگلیسی: Charles K. French؛ ‏ ۱۷ ژانویهٔ ۱۸۶۰ – ۲ اوت ۱۹۵۲) بازیگر، فیلم‌نامه‌نویس و کارگردان فیلم اهل کشور ایالات متحده آمریکا بود. وی بین سال‌های ۱۹۰۹ تا ۱۹۴۵ میلادی فعالیت می‌کرد.
از فیلم‌هایی که وی در آن نقش داشته‌است، می‌توان به باد وحشی را درو کن، پیامدهای کارهای گذشته، زن پاریسی، آقای دیدز به شهر می‌رود، ملاقات با جان دو، راه شیری، زن بدنام، زنی از دریا، تمدن، سن کوئنتین، آخرین اخطار، مرد، زن و گناه، و میلیونها شنبه اشاره کرد.